# Pancorius relucens
Pancorius relucens är en spindelart som först beskrevs av Simon 1901.  Pancorius relucens ingår i släktet Pancorius och familjen hoppspindlar. Inga underarter finns listade i Catalogue of Life.